# Doug LaMalfa
Douglas L. LaMalfa, detto Doug (Oroville, 2 luglio 1960) è un politico statunitense, membro della Camera dei Rappresentanti per lo stato della California.

## Biografia
Di origini italiane, da giovane LaMalfa prese le redini dell'attività di famiglia e divenne un fattore.
Entrato in politica con il Partito Repubblicano, nel 2002 venne eletto all'interno della legislatura statale della California, dove rimase fino al 2008. Nel 2010 venne eletto al Senato di stato e vi rimase per due anni, finché non si candidò alla Camera dei Rappresentanti per il seggio lasciato da Wally Herger. Dopo aver ottenuto l'appoggio pubblico dello stesso Herger, LaMalfa riuscì a farsi eleggere deputato senza difficoltà.
Ideologicamente LaMalfa è un repubblicano conservatore; sposato con Jill, è padre di quattro figli.
Di dichiarate origini italiane, fa parte della Italian American Congressional Delegation.